# Zoarchias hosoyai
Zoarchias hosoyai és una espècie de peix de la família dels estiquèids i de l'ordre dels perciformes.

## Descripció
- Fa 9 cm de llargària màxima.
- 21-22 espines i 77-79 radis tous a l'aleta dorsal.
- 78-79 radis tous a l'aleta anal.
- 102-103 vèrtebres.[4][6]

## Hàbitat i distribució geogràfica
És un peix marí, bentopelàgic (entre 10 i 15 m de fondària) i de clima tropical, el qual viu al Pacífic occidental: el Japó.